# Regionalliga Nord-Est (1994-2000)
Pour les autres significations, voir Regionalliga Nord-Est.
La Regionalliga Nordost (traduction: Ligue régionale Nord-Est) fut une ligue allemande de football.
De 1994 à 2000, elle fut placée au 3e niveau (donc équivalent Division 3) de la hiérarchie du football allemande.
À l'issue de la saison 1999-2000, à la suite de la réorganisation des Regionalligen, de quatre à deux séries, la Regionalliga Nordost fut dissoute.

## Histoire
À la suite de la réunification allemande de 1990, la DFB vit revenir un grand nombre de clubs de l'ex-RDA.
Afin d'intégrer toutes ces équipes dans sa hiérarchie, la Fédération allemande procéda par étapes. L'une d'elles fut la réorganisation du 3e niveau occupé depuis 1978 par les Oberligen (1974 pour les régions "Nord" et "Berlin").
À partir de la saison "1994-1995", le 3e étage de la pyramide devint la Regionalliga. Elle fut initialement partagée en quatre séries (Nord, Ouest/Sud-Ouest, Sud et Nord-Est). Et, hiérarchiquement, elle se situa donc entre la 2. Bundesliga et les Oberligen.
Entre la saison 1994-1995 et la saison "1999-2000", la Regionalliga Nordost regroupa les équipes localisées dans les Länders et/ou villes libres de:
- Berlin
- Brandebourg
- Mecklembourg-Poméranie-Occidentale
- Saxe
- Saxe-Anhalt
- Thuringe

### De 4 à deux séries
À partir de 2000, la DFB ramena la Regionalliga de 4 à 2 séries (Nord et Sud). La Regionalliga Nordost fut dissoute.
La Regionalliga Nord vit alors s'ajouter les équipes des Lânders de :
- Berlin
- Brandebourg
- Saxe
- Saxe-Anhalt
- Mecklembourg-Poméranie-Occidentale

La Regionalliga Sud engloba aussi les équipes du Lânders de :
- Thuringe

## Promotion / Relégation

### Montée
La promotion vers la 2. Bundesliga se fit selon différentes procédures.
Lors de la première saison, le champion de la Regionalliga Süd fut directement promu en 2. Bundesliga.
À partir de la saison "1995-1996", les premiers classés dut disputer un barrage contre le vice-champion de la Regionalliga Nord. Le vainqueur était promu en 2. Bundesliga.
À partir de la saison "1997-1998", le même principe resta d'application mais cette fois, le perdant pouvait disputer un autre barrage, à trois, avec le vice-champion de la Regionalliga West-Südwest, et le vice-champion de la Regionalliga Süd. Le vainqueur de cet autre barrage montait en 2. Bundesliga.

### Descente
Les clubs relégués descendirent dans la série "Oberliga" qui les concernaient. Celle-ci pouvait être l'une des séries suivantes : 
- Oberliga Nordost Nord (Niveau 4 de 1994 à 2008)
- Oberliga Nordost Süd (Niveau 4 de 1994 à 2008)

## Palmarès
Les case vertes et lettres grasses indiquent les clubs qui furent promus en 2. Bundesliga.
| Année | Champion               | Vice-champion       |
| ----- | ---------------------- | ------------------- |
| 1995  | FC Carl Zeiss Jena     | Sachsen Leipzig     |
| 1996  | Tennis Borussia Berlin | 1. FC Union Berlin  |
| 1997  | FC Energie Cottbus     | FC Erzgebirge Aue   |
| 1998  | Tennis Borussia Berlin | 1. FC Dynamo Dresde |
| 1999  | Chemnitzer FC          | VfB Leipzig         |
| 2000  | 1. FC Union Berlin     | Dresdner SC         |